# Kecamatan Kundur
Kecamatan Kundur är ett distrikt i Indonesien.   Det ligger i provinsen Kepulauan Riau, i den västra delen av landet, 900 km norr om huvudstaden Jakarta. Kecamatan Kundur ligger på ön Pulau Kundur.